# Isla El Metate, Sinaloa
Isla El Metate är en ö i Mexiko. Den ligger i bukten Bahía San Ignacio och tillhör kommunen Guasave i delstaten Sinaloa, i den västra delen av landet. Arean är 0,60 kvadratkilometer.